# Quyền LGBT ở Quần đảo Cook
Quyền đồng tính nữ, đồng tính nam, song tính và chuyển giới (tiếng Māori quần đảo Cook: ???; tiếng Anh: lesbian, gay, bisexual and transgender) ở Quần đảo Cook có thể phải đối mặt với những thách thức pháp lý mà những người không phải LGBT không gặp phải. Đồng tính luyến ái là bất hợp pháp đối với nam giới trong Quần đảo Cook, luật pháp không được thi hành và việc hợp pháp hóa của nó đang chờ xử lý, mặc dù hành vi đồng tính luyến ái nữ là hợp pháp. Hôn nhân đồng giới bị đặt ra ngoài vòng pháp luật. Tuy nhiên, người LGBT được hưởng một số biện pháp bảo vệ pháp lý hạn chế, vì phân biệt đối xử việc làm trên cơ sở khuynh hướng tình dục đã bị cấm kể từ năm 2013.
Đồng tính luyến ái và người chuyển giới đã là một phần của văn hóa Cook Islander trong nhiều thế kỷ. Trong lịch sử, người chuyển giới (ngày nay được gọi là akava'ine; nghĩa đen là "cư xử như một người phụ nữ") được xem là một phần quan trọng của gia đình và bộ lạc địa phương. Sự xuất hiện của nhà truyền giáo đã nhanh chóng thay đổi sự chấp nhận của xã hội và luật chống đồng tính đầu tiên ở Quần đảo Cook được ban hành. Ngày nay, một phần do mối quan hệ chặt chẽ của Quần đảo Cook với New Zealand, thái độ đối với các thành viên của cộng đồng LGBT ngày càng được chấp nhận, mặc dù vẫn có báo cáo về sự phân biệt đối xử.
Nhóm vận động LGBT duy nhất ở Quần đảo Cook là Hiệp hội Te Tiare. Nhóm chính thức ra mắt vào tháng 6 năm 2008, và khuyến khích các cuộc tranh luận về vấn đề này và đã tổ chức các sự kiện với mục đích nâng cao nhận thức về cuộc sống của người LGBT.

## Bảng tóm tắt
| Hoạt động tình dục đồng giới hợp pháp                                                                                       | (Dành cho nam; hợp pháp hóa đang chờ xử lý)/ (Dành cho nữ) |
| Độ tuổi đồng ý | (Dành cho nam; hợp pháp hóa đang chờ xử lý)/ (Dành cho nữ) |
| Luật chống phân biệt đối xử chỉ trong việc làm                                                                              | (Từ năm 2013)                                              |
| Luật chống phân biệt đối xử trong việc cung cấp hàng hóa và dịch vụ                                                         | No                                                         |
| Luật chống phân biệt đối xử trong tất cả các lĩnh vực khác (Bao gồm phân biệt đối xử gián tiếp, ngôn từ kích động thù địch) | No                                                         |
| Hôn nhân đồng giới | No                                                         |
| Công nhận các cặp đồng giới                                                                                                 | No                                                         |
| Con nuôi của các cặp vợ chồng đồng giới                                                                                     | No                                                         |
| Con nuôi chung của các cặp đồng giới                                                                                        | No                                                         |
| Người đồng tính nam, đồng tính nữ và song tính được phép phục vụ công khai trong quân đội                                   | (Trách nhiệm của New Zealand)                              |
| Quyền thay đổi giới tính hợp pháp                                                                                           | No                                                         |
| Truy cập IVF cho đồng tính nữ                                                                                               | No                                                         |
| Mang thai hộ, thương mại cho các cặp đồng tính nam                                                                          | No                                                         |
| NQHN được phép hiến máu | No                                                         |